# ۵۱۰ (پیش از میلاد)
۵۱۰ (پیش از میلاد) ۵۱۰مین سال قبل از تقویم میلادی است.